# Zračna luka Iranšaher
Zračna luka Iranšaher (IATA kod: IHR, ICAO kod: OIZI) smještena je u blizini grada Iranšahera u jugoistočnom dijelu Irana odnosno pokrajini Sistan i Beludžistan. Nalazi se na nadmorskoj visini od 622 m. Zračna luka ima jednu asfaltiranu uzletno-sletnu stazu dužine 2350 m, a koristi se za tuzemne letove. Vodeći zračni prijevoznik koji nudi redovne letove u ovoj zračnoj luci je Mahan Air.

## Vanjske poveznice
- (engl.) [neaktivna poveznica]
- (engl.) DAFIF, Great Circle Mapper: IHR